# Ron Athey
Ron Athey (né le 16 décembre 1961) est un artiste performeur américain associé aux courants de l'art corporel et de la performance extrême. Il s'est majoritairement produit aux États-Unis, au Royaume-Uni et en Europe. Son travail explore des sujets complexes tels que les relations entre le désir, la sexualité et les expériences traumatisantes,. Beaucoup de ses travaux incluent une dimension sado-masochiste dans une optique de confrontation des stéréotypes à propos du corps en relation avec la masculinté et l'iconographie religieuse.

## Biographie
Ron Athey a commencé par collaborer avec son petit-ami de l'époque, Rozz Williams, au début des années 1980 sous le nom de Premature Ejaculation. Ils organisent des performances dans des clubs et des galeries, produisent des films de leurs performances et enregistrent de la musique expérimentale. Leur travail sera photographié par Karen Filter et publié dans le magazine punk No Mag en 1982.
Il est notamment connu pour ses performances données dans des clubs de Los Angeles et notamment le Club Fuck! ou le Sin-a-matic. En 1992, il commence son premier grand ensemble de performances. Martyrs & Saints est le premier volet de ce que Ron Athey appelle sa Torture Trilogy. Il sera suivi de 4 Scenes in a Harsh Life (1993-1996) et Deliverance (1995). Ces performances ont été données aux États-Unis, au Mexique et en Europe. En 1998, il apparaît dans le documentaire Sex/Life in L.A. de Jochen Hick dans lequel il est question de la vie sexuelle des acteurs de films pornographiques à Los Angeles.
Son travail a évolué vers des performances en solitaire, des collaborations ainsi que le théâtre et l'opéra expérimental. Parmi ses performances solos on peut noter Solar Anus (1999) Self-Obliteration (2008-2011), une série de performances inspirées de Saint Sebastian (par exemple Sebastian Suspended, 1999; Sebastiane, 2014).
Ses performances collaboratives comptent notamment la série Incorruptible Flesh (1996-2013). Commencée en collaboration avec l'artiste performeur chicagolais Lawrence Steger et terminée en solo ou sous forme d'autres collaborations,.
Ses performances plus récentes, comme Incorruptible Flesh (Messianic Remains) (2013) approfondissent les aspects définissant ses précédentes collaborations. Joyce (2002) est une pièce de théâtre expérimental utilisant des projections et de la performance (art) dans le but de dresser le portrait des femmes qui ont fait l'enfance de l'artiste. Il a développé avec l'artiste Juliana Snapper Judas Cradle (2004-2005), un opéra expérimental. En 2010 il est à l'initiative d'une série de performances reposant sur l'étude des rituels spiritualistes et pentecôtistes: Gifts of the Spirit.
Ron Athey est curateur et programmateur de plusieurs événements. En 2000 et 2001, il collabore avec l'artiste Vaginal Davis pour l'organisation d'une nuit de performance mensuelle queer, G.I.M.P. Un-Ltd. Ces soirées étaient organisées au bar Zen Sushi et comprenaient des performances de Ron Athey et Vaginal Davis mais aussi de John Fleck, Osseus Labyrint, Los Superelegantes, et Kembra Pfahler and The Voluptuous Horror of Karen Black. En 2001 et 2002, Ron Athey et Vaginal Davis ont curaté un festival de performance de 18 heures dans le cadre du Outfest, un festival gay et lesbien de Los Angeles. Organisées dans le cadre du programme "Platinum" du festival, ces performances ont présenté le travail d'un éventail d'artistes, y compris Bruce LaBruce, Slava Mogutin, Brenda Mullen, JD Samson, Selene Luna, Mehmet Sander, et Glen Meadmore.

Ron Athey a aussi collaboré avec plusieurs artistes (notamment Lee Adams) sur un projet curatorial inspiré des écrits de Georges Bataille, Visions of Excess (Birmingham, 2005 and 2008; Ljubljana, 2004; London, 2009). Ces performances ont notamment réuni des artistes comme Franko B, Julie Tolentino, Zackary Drucker, Nicole Blackman, Marisa Carnesky et Kira O'Reilly.

Durant les années 1990 et 2000, Ron Athey a contribué régulièrement à différents magazines et journaux comme Infected Faggot Perspectives, Honcho et L.A. Weekly. Rick Castro a interviewé et photographié Ron Athey pour AnotherMan UK en novembre 2018.

Durant l'année scolaire 2015-2016, il a enseigné la performance à la California Institute of the Arts.

Il vit actuellement à Los Angeles en Californie.

## Influences
L'artiste Catherine Opie, dont les liens avec Ron Athey trouvent leur origine dans la scène underground et les clubs queer de Los Angeles, a photographié l'artiste en 1994 dans le cadre de sa série Portraits . En 1999, le Estate Project for Artists with AIDS a invité Catherine Opie à produire une série d'œuvres honorant le travail de Ron Athey. Catherine Opie et Ron Athey ont collaboré pour produire treize images à partir de sa pratique de la performance, en utilisant le plus grand appareil photo Polaroid du monde,. Cette série est largement exposée, y compris dans des expositions explorant la relation entre la photographie et la performance. Ron Athey (et son ancien domicile à Silver Lake) fait une apparition en tant que funèbre croque-mort travesti dans le film de Rick Castro et de Bruce LaBruce, Hustler White, en 1996. 
Son travail inclus aussi des collaborations avec des artistes mainstream. Il a été le directeur artistique pour le clip du morceau Sadness par Porno for Pyros en 1994, (puis ré-enregistré en tant que A Little Sadness en 2005) incluant des performances de Ron Athey et sa compagnie. Le clip adapte les images et ressentis de sa performance Four Scenes in a Harsh Life. Le clip inclut la scène de Human Printing Press (littéralement presse humaine) dans laquelle Ron Athey scarifie des symboles sur le dos d'un membre de sa compagnie, Divinity Fudge (de son vrai nom Darryl Carlton). David Bowie s'est approprié (sans sa permission) les performances de Ron Athey dans la vidéo de  The Hearts Filthy Lesson  (dirigé par Samuel Bayer en 1995), dans laquelle l'artiste porno Bud Hole met en scène la signature de Ron Athey: une Sainte Couronne chirurgicale. David Bowie a aussi fait un montage digital des portraits de Ron Athey et Darryl Carlton pour un hors-série du magazine Q. A cette époque David Bowie a régulièrement invoqué Ron Athey comme une influence pour son album  1. Outside  (1995), y compris dans les notes d'accompagnement,.
Le premier livre dédié aux travaux de Ron Athey, Pleading in the Blood: The Art and Performance of Ron Athey, édité par Dominic Johnson, a été publié en 2013 par Live Art Development Agency et Intellect,. Il est composé d'écrits sur son travail par des artistes comme Guillermo Gómez-Peña, Anohni, Bob Wilson, Lydia Lunch ou Bruce LaBruce, et d'essais d'universitaires comme Amelia Jones, Jennifer Doyle, Adrian Heathfield, Homi K. Bhabha et d'autres.

## Controverse avec le National Endowment for the Arts
En 1994 Ron Athey devient une figure culturelle importante, alors que les politiciens conservateurs se battaient pour empêcher les œuvres d'art à contenu gay et féministe visibles de recevoir des fonds publics. La controverse concernant la nature de son travail fait partie d'une série de combats concernant le travail d'artistes gay, comme un procès intenté par le (en) (Karen Finley, Holly Hughes, Tim Miller et John Fleck) ainsi que des batailles juridiques à propos de l'exposition des travaux de Robert Mapplethorpe, David Wojnarowicz, Andres Serrano and Joel-Peter Witkin. Des extraits de Four Scenes in a Harsh Life sont mis en scène au Patrick's Cabaret à Minneapolis le 5 mars 1994, avec le soutien du Walker Art Center. Le directeur des arts performatifs du Walker Art Center, John Killacky se souvient que « la performance à guichets fermés a été bien accueillie par une centaine de spectateurs. Les discussions après le spectacle avec l'artiste, auxquelles ont assisté 80 personnes, ont été réfléchies et engageantes. Des critiques de théâtre et de danse avaient été invités, aucun n'a choisi d'y assister ». Durant cette performance, Ron Athey fait des incisions dans le dos de Divinity Fudge, place des feuilles de papier absorbant sur les incisions et, à l'aide de poulies, hisse les feuilles tachées de sang dans l'air. La journaliste et critique d'art Mary Abbe (qui n'avait pas assisté à la performance) écrit un article sur les plaintes concernant cette performance.
Cette histoire fait les gros titres du Star Tribune. L'article cite le directeur du Walker Art Center Kathy Halbreich, le directeur des arts performatifs John Killacky, des membres du public et les responsables de la santé du Minnesota. Le responsable de l'unité d'épidémiologie du sida au département de la santé de l'État du Minnesota déclare qu'« il n'apparaissait pas que le public ait été mis en danger ». L'affaire est reprise par Associated Press et fait rapidement la une des journaux nationaux. L'anxiété alors répandue à propos du SIDA combinée à une réaction choquée de ceux qui ne connaissent pas l'art lié au sado-masochisme : certains critiques et législateurs, dont Jesse Helms, décrivent à tort ses performances comme exposant les membres du public à du sang infecté par le VIH. Bien que cette performance de 1994 n'ait été soutenue qu'indirectement (via le Walker Art Center) à hauteur de 150 $ par le National Endowment for the Arts, le nom de Ron Athey a été fréquemment invoqué pour critiquer le National Endowment for the Arts. Ron Athey n'était pas seul dans ce cas: les artistes performeurs Tim Miller, John Fleck, Karen Finley et Holly Hugues deviendront plus tard les (en) à la suite de leur procès concernant le financement de leur travail devant la Cour suprême. Contrairement à ces artistes, Ron Athey n'a jamais demandé de fonds fédéraux pour financer son travail. Néanmoins, la controverse sur cet incident façonne une certaine perception du public de son travail. En 2015, dans un op-ed pour le Walker Art Center, Ron Athey écrit qu'il était "plus ou moins blacklisté" des lieux artistiques américains depuis 2005 quand il a mis en scène Judas Cradle avec Juliana Snapper au REDCAT à Los Angeles. Sa première performance dans un musée américain sera Sebastiane au Hammer Museum à Los Angeles.